# Justicia procumbens
Justicia procumbens är en akantusväxtart. Justicia procumbens ingår i släktet Justicia och familjen akantusväxter.

## Underarter
Arten delas in i följande underarter:
- J. p. procumbens
- J. p. ciliata
- J. p. hirsuta
- J. p. linearifolia
- J. p. riukiuensis

## Bildgalleri

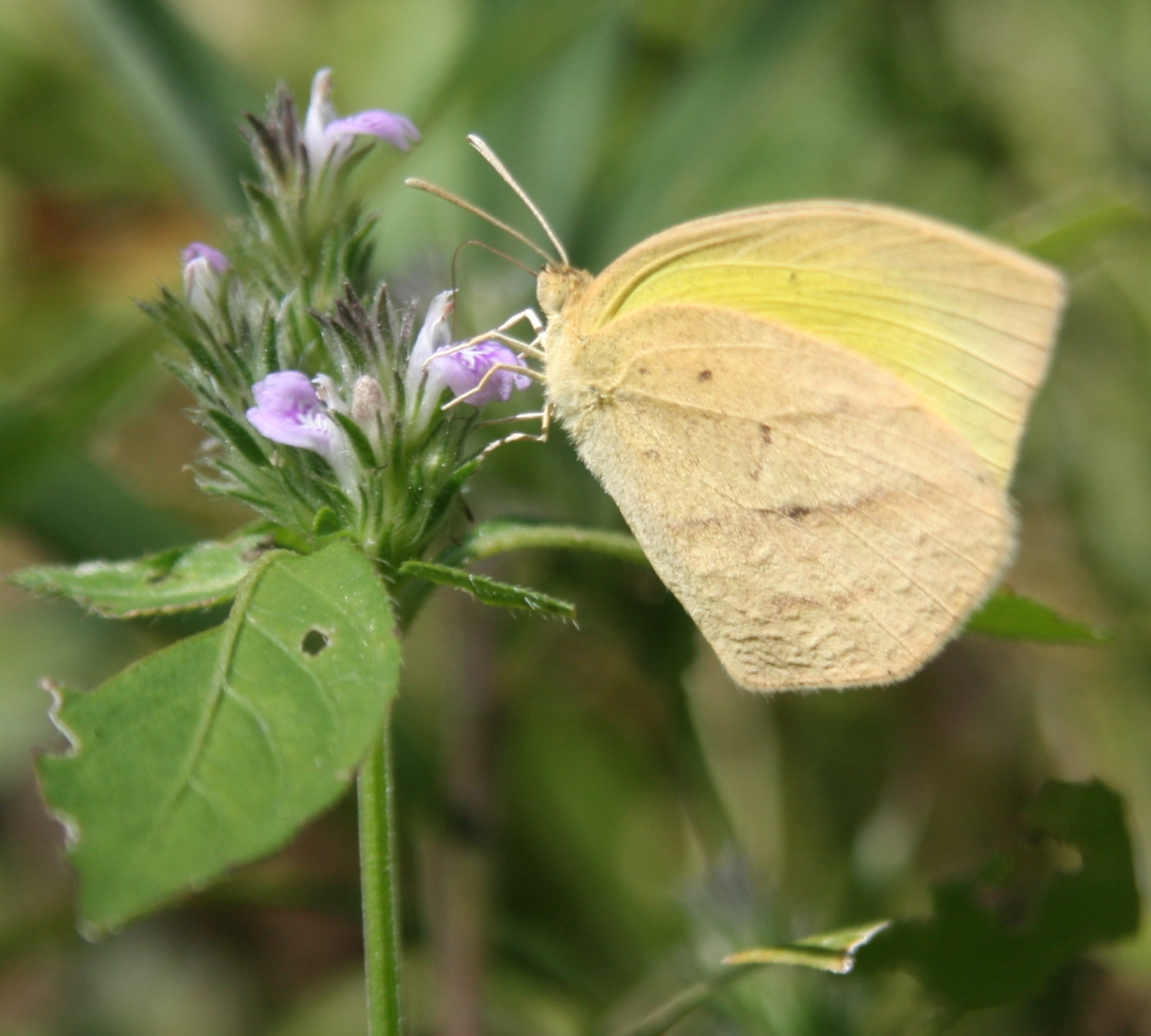
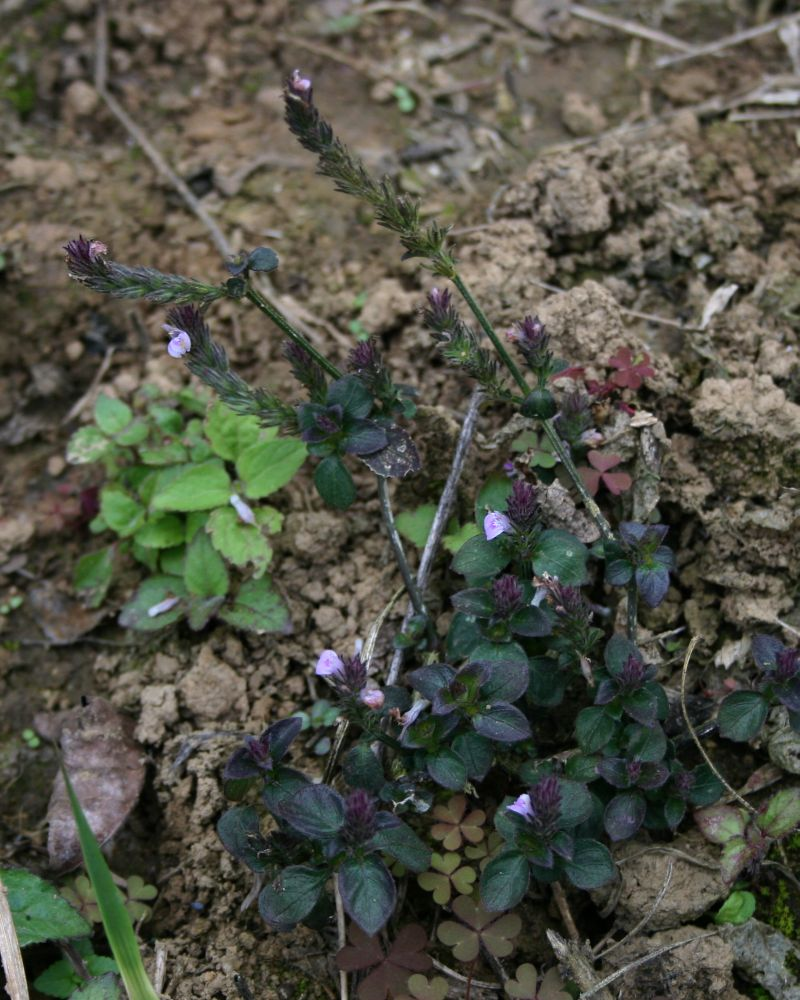
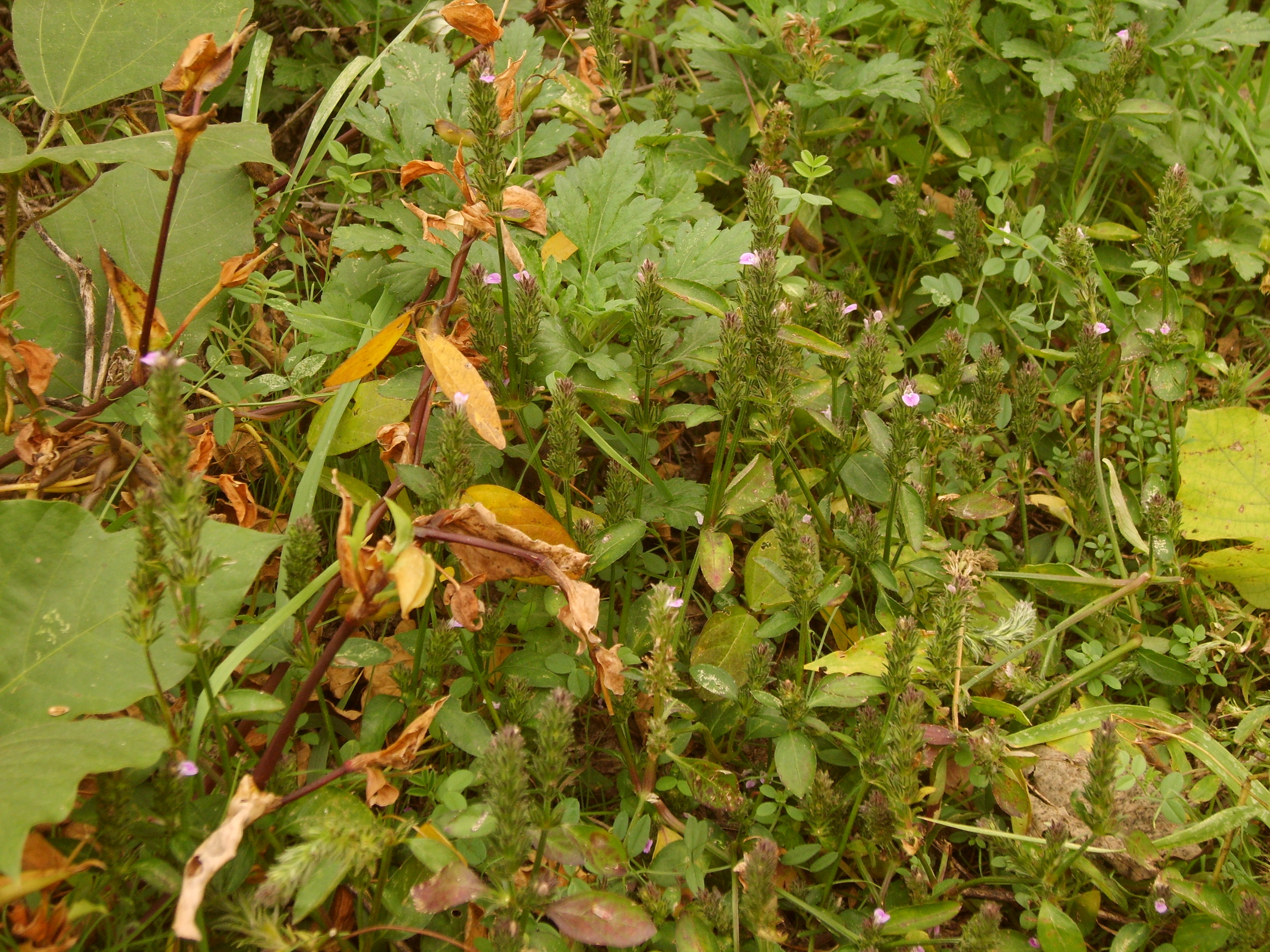
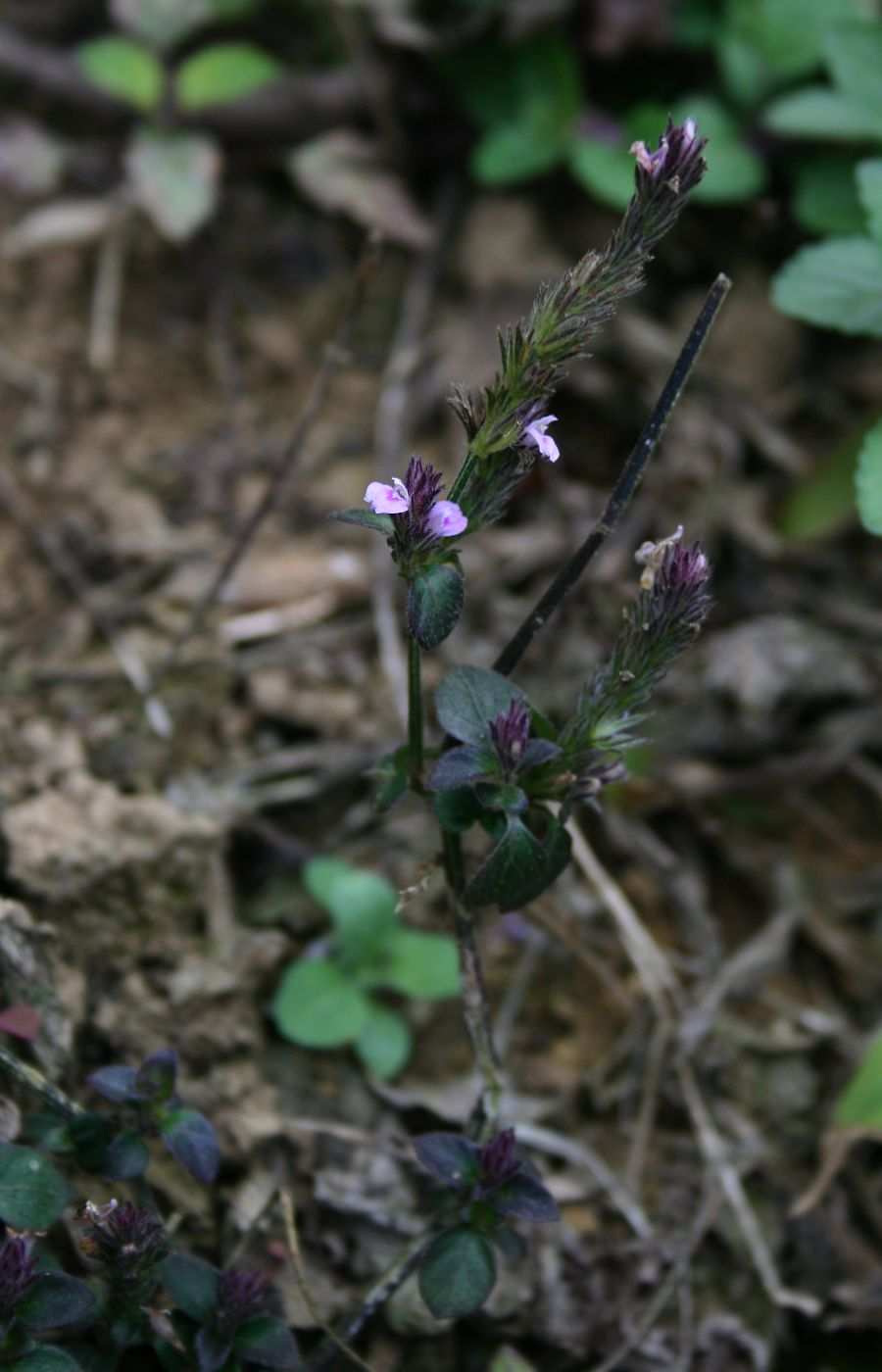
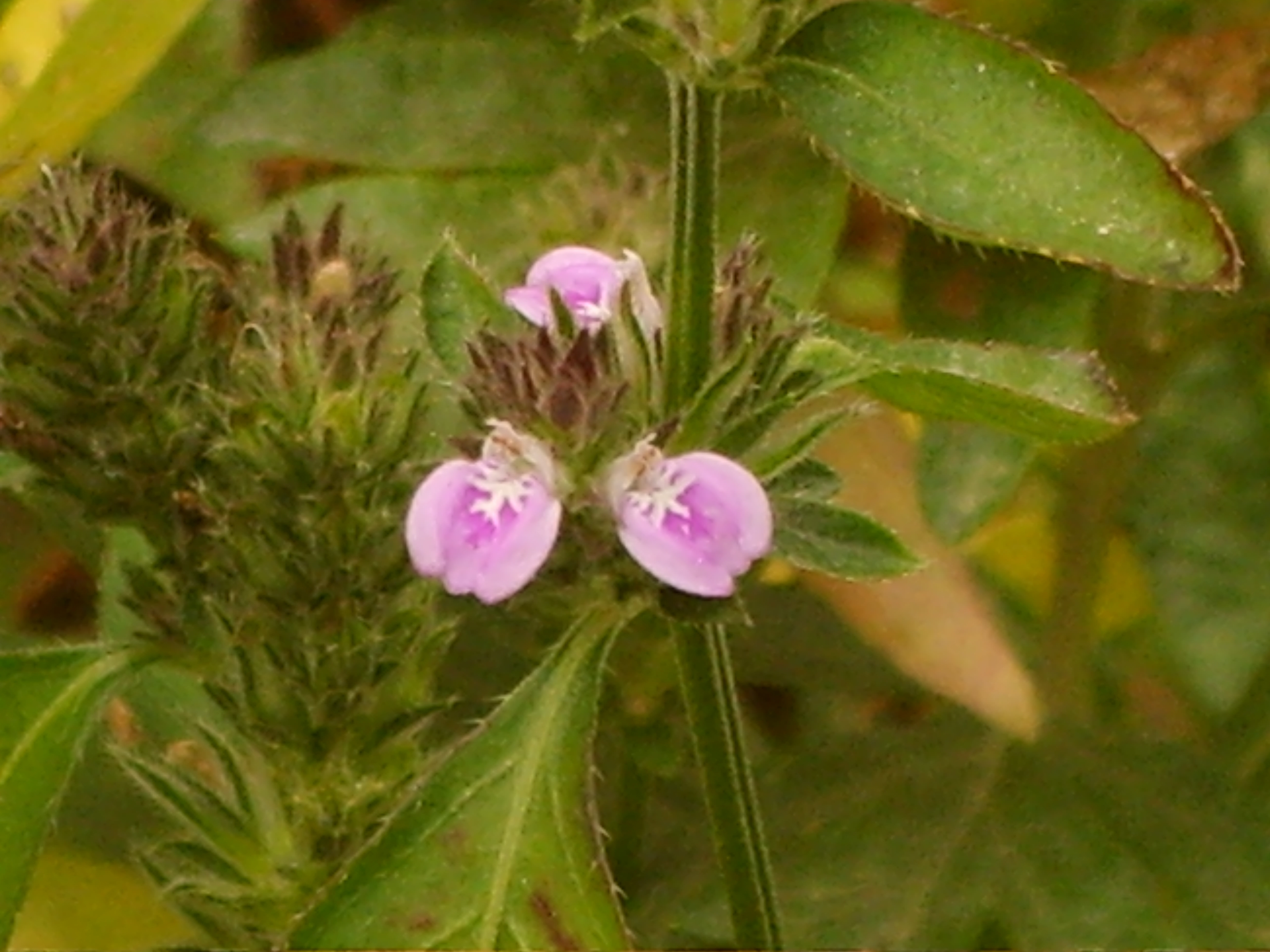
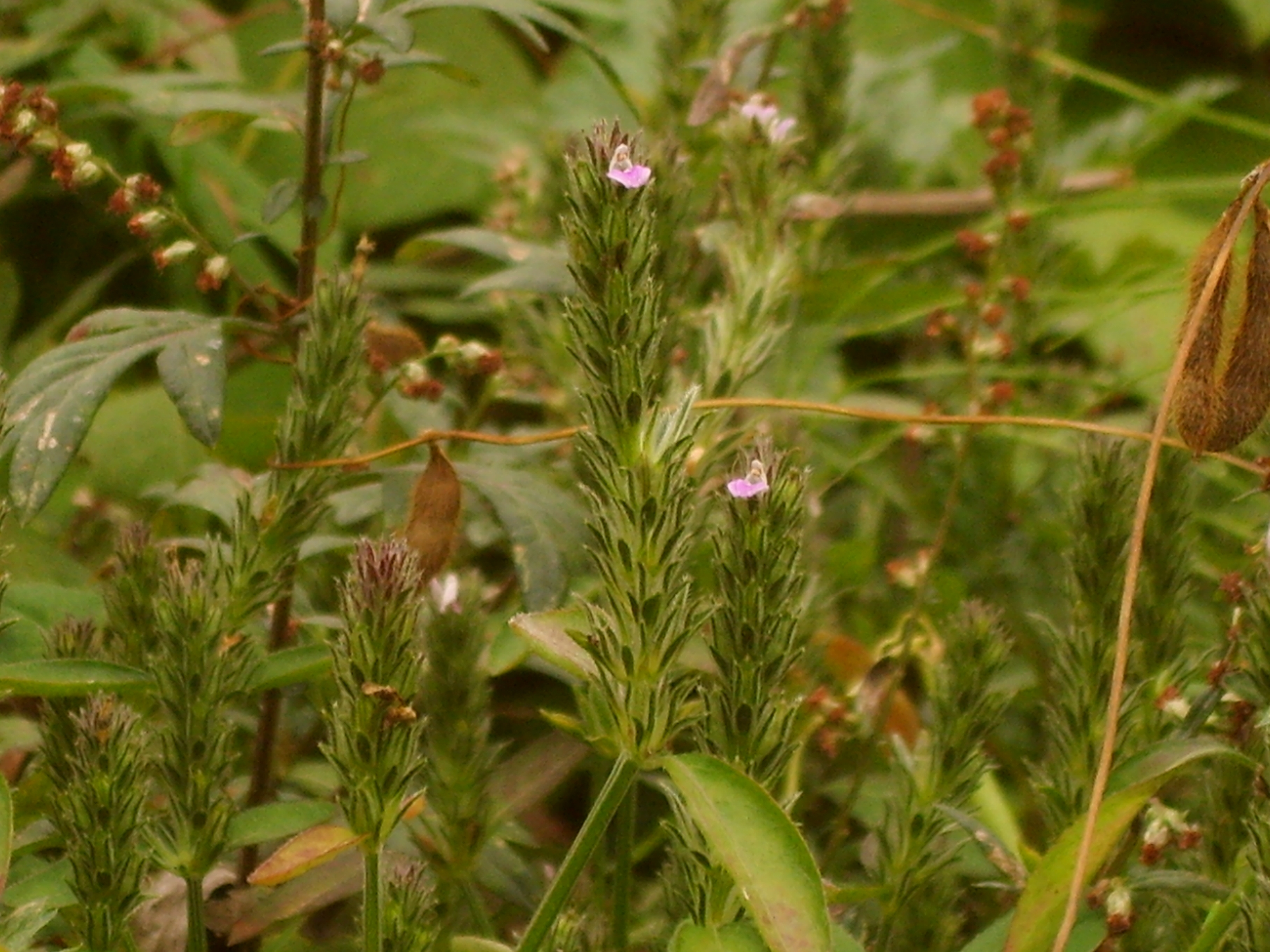